# Eduard Nauwerck

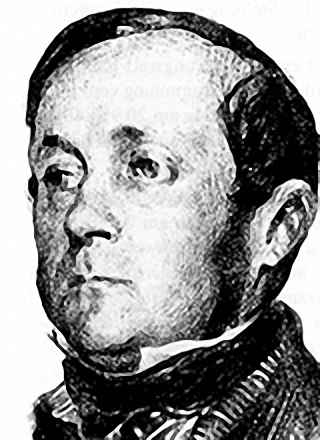
Eduard Nauwerck

Eduard Wilhelm Dietrich Nauwerck (* 15. Februar 1809 in Neustrelitz; † 26. Februar 1868 ebenda) war ein deutscher Advokat und Bürgermeister von Strelitz.

## Leben
Eduard Nauwerck war Sohn des Advokaten Johann Karl Wilhelm Nauwerck. Er besuchte das Gymnasium Carolinum in Neustrelitz und studierte Rechtswissenschaften an den Universitäten Berlin und Jena. In Jena wurde er 1831 Mitglied der Burschenschaft Germania Jena, aus der er 1833 gemeinsam mit Fritz Reuter wieder austrat. Von den Behörden seines Heimatlandes wurde er in der Folgezeit mehrfach wegen seiner Zugehörigkeit zur Burschenschaft vernommen und 1836 zu einer Haftstrafe von acht Wochen verurteilt. Mit Fritz Reuter stand er während dessen Haft in Briefkontakt.
Er wurde zunächst Advokat in Neustrelitz und war von 1845 bis 1867 Bürgermeister der damals noch selbstständigen Stadt Strelitz (heute Stadtteil von Neustrelitz). Gemeinsam mit Daniel Sanders und Karl Petermann war er 1848 Vorstandsmitglied des Reformvereins in Strelitz. Er wurde 1848 als Abgeordneter in die Mecklenburgische Abgeordnetenversammlung für den Wahlkreis Mecklenburg-Strelitz/Stargardischer Kreis 2: Neustrelitz gewählt. Hier schloss er sich der Fraktion der Reformvereine, der Linken, an und wurde in den Verfassungsausschuss und den Finanzausschuss gewählt.